# Luca Caputi
Gianluca „Luca“ Caputi (* 1. Oktober 1988 in Toronto, Ontario) ist ein ehemaliger kanadischer Eishockeyspieler und derzeitiger -trainer, der im Verlauf seiner aktiven Karriere unter anderem für die Pittsburgh Penguins und Toronto Maple Leafs in der National Hockey League gespielt hat.

## Karriere
Luca Caputi begann seine Karriere in seiner Heimatstadt Toronto. In der Saison 2003/04 spielte er für die Toronto Junior Canadiens in der Greater Toronto Hockey League. Anschließend wechselte er in die Ontario Hockey League zu den Mississauga IceDogs. Nach zwei Spielzeiten mit insgesamt nur neun Scorerpunkten konnte der Stürmer in der Saison 2006/07 65 Punkte in 68 Spielen erzielen und trug somit zur Play-off-Teilnahme seiner Mannschaft entscheidend bei. Viele Scouts gaben Caputi aufgrund seiner Größe und guten technischen Fähigkeiten gute Chancen beim NHL Entry Draft 2007 in der zweiten Runde ausgewählt zu werden. Letztlich sicherten sich die Pittsburgh Penguins in der vierten Runde an 111. Stelle die Rechte an ihm. Als Hauptgrund für die spätere Wahl galten hauptsächlich Defizite im physischen Spiel. 2007 begann Caputi die Saison bei den Niagara IceDogs und konnte sich als Stürmer der ersten Reihe nochmals in seiner Punkteausbeute steigern. 
Am 23. April 2008 unterschrieb er einen Dreijahresvertrag bei seinem NHL-Team und war in den AHL-Play-offs für die Wilkes-Barre/Scranton Penguins aktiv, mit denen er erst im Finale um den Calder Cup den Chicago Wolves unterlag. In der Spielzeit 2008/09 spielte Caputi zunächst in der American Hockey League und gab am 3. Februar 2009 im Spiel gegen die Montréal Canadiens sein Debüt in der National Hockey League. 14 Sekunden nachdem er zum ersten Mal auf das Eis kam, traf er zum 1:0 für die Penguins. Es folgten noch vier weitere Spiele, ehe der Stürmer zurück ins Farmteam geschickt wurde. Am 4. März 2009 wurde er aus disziplinarischen Gründen zu den Wheeling Nailers in die drittklassige ECHL beordert. Nach drei Spielen mit drei Punkten holte das Management Caputi zurück in die AHL.
Im März 2010 wurde er zusammen mit Martin Škoula im Tausch gegen Olexij Ponikarowskyj an die Toronto Maple Leafs abgegeben. Die Saison 2009/10 beendete der Offensivakteur im NHL-Kader der Leafs, für welche er in 19 Partien einen Treffer und fünf Torvorlagen verbuchte. Zur folgenden Spielzeit wurde Caputi nach dem Trainingslager ins Farmteam zu den Toronto Marlies geschickt, wobei der Kanadier im Saisonverlauf ebenfalls Spielpraxis in der NHL sammelte. Nachdem es ihm auch zur Saison 2011/12 nicht gelungen war, sich einen Platz im NHL-Kader der Torontoer zu sichern, agierte er bis zum Jahresbeginn 2012 ausschließlich im AHL-Farmteam der Leafs.
Am 3. Januar 2012 transferierten ihn diese im Austausch für Nicolas Deschamps zu den Anaheim Ducks. Die darauffolgende Saison verbrachte er ausschließlich in den Minor Leagues und agierte vorwiegend bei den Norfolk Admirals in der American Hockey League. Außerdem stand er in 15 ECHL-Spielen für die Fort Wayne Komets auf dem Eis. Für die Spielzeit 2013/14 unterzeichnete er einen Einjahresvertrag beim schwedischen Zweitligisten VIK Västerås HK mit Spielbetrieb in der HockeyAllsvenskan. Seine Karriere ließ er in der darauffolgenden Saison beim Ligakonkurrenten IK Oskarshamn ausklingen.
Nach Beendigung seiner aktiven Karriere wurde Caputi als Trainer tätig. Zunächst stand er von 2015 bis 2018 als Assistenztrainer bei den Guelph Storm in der Ontario Hockey League hinter der Bande. Seit der Saison 2018/19 ist er als Associate Coach bei den Kingston Frontenacs tätig.

## Erfolge und Auszeichnungen
- 2008 OHL Second All-Star Team

## Karrierestatistik
(Legende zur Spielerstatistik: Sp oder GP = absolvierte Spiele; T oder G = erzielte Tore; V oder A = erzielte Assists; Pkt oder Pts = erzielte Scorerpunkte; SM oder PIM = erhaltene Strafminuten; +/− = Plus/Minus-Bilanz; PP = erzielte Überzahltore; SH = erzielte Unterzahltore; GW = erzielte Siegtore; 1 Play-downs/Relegation; Kursiv: Statistik nicht vollständig)